# فمینیسم انتقادی جنسیتی
فمینیسم انتقادی جنسیتی (به انگلیسی: Gender-critical feminism) که با عنوان فمینیسم رادیکال فراحذفی (به انگلیسی: trans-exclusionary radical feminism) یا ترفیسم (به انگلیسی: TERFism) نیز شناخته می‌شود، ایدئولوژی یا جنبشی است که با آنچه از آن به عنوان «ایدئولوژی جنسیتی» یاد می‌شود، مخالف است. فمینیست‌های منتقد جنسیت معتقدند که جنسیت بیولوژیکی، تغییرناپذیر و دوتایی است و مفاهیم هویت جنسیتی و خودهویتی جنسیتی را ساختارهای ظالمانه ذاتی می‌دانند که به نقش‌های جنسیتی گره خورده است. آن‌ها هویت تراجنسیتی را رد می‌کنند. برای مثال، زنان ترنس را مرد توصیف می‌‌کنند.
فمینیسم رادیکال فراحذفی که یک جنبش حاشیه‌ای در درون فمینیسم رادیکال است از ایالات متحده، بریتانیا و کره جنوبی، که در مرکز جنجال های مطرح بوده است به شهرت رسیده است. با ترویج اطلاعات نادرست به جنبش ضد جنسیتی مرتبط شده است. لفاظی‌های ضدجنسیتی از سال ۲۰۱۶ شاهد افزایش گردش در گفتمان فمینیستی انتقادی جنسیتی بوده است، از جمله استفاده از اصطلاح «ایدئولوژی جنسیتی». در چندین کشور، گروه‌های فمینیستی منتقد جنسیتی با سازمان‌های جناح راست، راست افراطی و ضد زن ائتلاف کرده‌اند.
فمینیسم انتقادی جنسیتی توسط منتقدان فمینیست و محقق به‌عنوان تراجنسیت‌هراسی توصیف شده است. . بسیاری از سازمان‌های فمینیستی، حقوق دگرباشان جنسی و حقوق بشر با آن مخالفت می‌کنند. شورای اروپا ایدئولوژی انتقادی جنسیتی را در میان ایدئولوژی‌های دیگر محکوم کرده و آن را با «حمله‌های خشونت‌آمیز به حقوق افراد بیناجنس و ال‌جی‌بی‌تی» در مجارستان، لهستان، روسیه، ترکیه، بریتانیا و سایر کشورها مرتبط کرده است. زنان سازمان ملل جنبش انتقادی جنسیتی را، در میان سایر جنبش‌ها، به‌عنوان جنبش‌های افراطی ضدحقوقی توصیف کرده است که از نفرت‌پراکنی و اطلاعات نادرست استفاده می‌کنند.